# Hedyosmum
El género Hedyosmum Sw., 1788 comprende 44 especies de árboles, arbustos y hierbas y pertenece a la familia Chloranthaceae. El nombre proviene de las palabras griegas hedys (agradable, grato) y osmé (olor). Su especie tipo es H. nutans Sw., 1788.

## Descripción
Con las caracteres generales de la familia Chloranthaceae.
- Árboles, arbustos o hierbas aromáticos; monoicos o dioicos.
- Inflorescencias masculinas en espiga; las femeninas racemosas o en tirso.
- Flores pequeñas, las masculinas reducidas a un único estambre desnudo; las femeninas usualmente agrupadas en címulas, con una bráctea carnosa; estigma sésil, grueso, alargado, frecuentemente lobulado apicalmente.
- Fruto en drupa.
- Número cromosómico: 2n = 26.

## Ecología
La unidad de dispersión es frecuentemente una címula congesta de drupas o un estróbilo formado por la fusión de toda la inflorescencia, o bien el perianto se vuelve atractivo y suculento.

## Distribución
El género se distribuye por América central y meridional, con una especie en Asia oriental.

## Usos
Las hojas se usan en infusiones medicinales y la madera en construcción.
El aceite esencial de Hedyosmum strigosum Todzia tiene efecto antimicrobiano específico contra el Campylobacter jejuni.

## Sinonimia
- Tafalla Ruiz & Pav., 1794. Especie tipo: T. racemosa Ruiz & Pav., 1798.
- Tavalla Pers., 1807 (error).
- Hediosmum Poir., 1821 (error).
- Hedyosmon Spreng., 1831 (error).
- Tafallaea Kuntze, 1891 (error).

## Táxones específicos incluidos
- Especie Hedyosmum angustifolium (Ruiz & Pav., 1798) Solms in DC., 1869 (= Tafalla laciniata Ruiz & Pav., 1798; H. scabrum var. pavonii Solms in DC., 1869)

Bolivia, Ecuador, Perú
- Especie Hedyosmum anisodorum Todzia, 1988

Ecuador, Perú
- Especie Hedyosmum arborescens Sw., 1788 (= H. elegans Cordem., 1862)

Jamaica, Puerto Rico, República Dominicana, Antillas Menores
- Especie Hedyosmum bonplandianum Kunth, 1823 (= H. callososerratum Oerst., 1857)

Costa Rica, Nicaragua, Panamá, Colombia, Ecuador
- Especie Hedyosmum brasiliense Miq. in Mart., 1852 (= H. bonplandianum Mart., 1843; H. acutifolium Cordem., 1862; H. weddellianum Cordem., 1862; H. grandifolium Occhioni, 1954)

Brasil
- Especie Hedyosmum brenesii Standl., 1937

Costa Rica, Nicaragua, Honduras, Panamá, Guatemala
- Especie Hedyosmum burgerianum D'Arcy & Liesner, 1981

Panamá
- Especie Hedyosmum colombianum Cuatrec., 1945

Colombia
- Especie Hedyosmum correanum D'Arcy & Liesner, 1981

Panamá
- Especie Hedyosmum costaricense C.E. Wood ex W.C. Burger, 1973

Costa Rica, Panamá
- Especie Hedyosmum crenatum Occhioni, 1954

Colombia, Venezuela
- Especie Hedyosmum cuatrecazanum Occhioni, 1954 (= H. crassifolium Cuatrec., 1945, nom. illeg.)

Colombia, Bolivia, Ecuador, Perú
- Especie Hedyosmum cumbalense H. Karst., 1863 (= H. granizo Cuatrec., 1945; H. toxicum Cuatrec., 1945)

Colombia, Ecuador, Perú
- Especie Hedyosmum dombeyanum Solms in DC., 1869

Bolivia, Ecuador, Perú
- Especie Hedyosmum domingense Urb., 1913

Subespecie cubense (Urb., 1927) Borhidi, 1992
Cuba
Subespecie domingense
República Dominicana, Haití
- Especie Hedyosmum gentryi D'Arcy & Liesner, 1981

Panamá, Colombia, Venezuela
- Especie Hedyosmum goudotianum Solms in DC., 1869 (= H. montanum W.C. Burger, 1973; H. goudotianum var. mombachanum Todzia, 1987)

Colombia, Ecuador, Perú, Costa Rica, Nicaragua
- Especie Hedyosmum grisebachii Solms in DC., 1869 (= H. arborescens Griseb., 1860)

Cuba
- Especie Hedyosmum huascari J.F. Macbr., 1931

Perú, Ecuador
- Especie Hedyosmum intermedium Todzia, 1993

Venezuela
- Especie Hedyosmum lechleri Solms in DC., 1869 (= H. kanehirae J.F. Macbr., 1931)

Bolivia, Perú
- Especie Hedyosmum leonis Vict., 1948

Cuba
- Especie Hedyosmum luteynii Todzia, 1988

Ecuador, Colombia
- Especie Hedyosmum maximum (Kuntze, 1898) K. Schum., 1900

Bolivia, Perú
- Especie Hedyosmum mexicanum Cordem., 1862 (= H. artocarpus Solms in DC., 1869; H. glaucum (Ruiz & Pav., 1798) Solms in DC., 1869, nom. illeg.)

México
- Especie Hedyosmum narinoense Todzia, 1993

Colombia, Ecuador
- Especie Hedyosmum neblinae Todzia, 1988

Brasil, Venezuela
- Especie Hedyosmum nutans Sw., 1788

Jamaica, Cuba, Haití, República Dominicana, Honduras
- Especie Hedyosmum orientale Merr. & Chun, 1940

2n = 26; Vietnam, China: Hainan, Indonesia
- Especie Hedyosmum parvifolium Cordem., 1863

Colombia, Venezuela
- Especie Hedyosmum peruvianum Todzia, 1988

Perú
- Especie Hedyosmum pseudoandromeda Solms in DC., 1869

Venezuela
- Especie Hedyosmum pungens Todzia, 1988

Colombia
- Especie Hedyosmum purpurascens Todzia, 1988

Ecuador. Estado de conservación: Vulnerable (IUCN)
- Especie Hedyosmum racemosum (Ruiz & Pav., 1798) G. Don, 1834 (= Tafalla glauca Ruiz & Pav., 1798; H. glabratum Kunth, 1824; H. bolivianum Cordem., 1862; H. integrum Cordem., 1862; H. huilense Cuatrec., 1945; H. llanorum Cuatrec., 1945)

Colombia, Bolivia, Perú
- Especie Hedyosmum scaberrimum Standl., 1929

Costa Rica, Nicaragua, Panamá, Colombia, Ecuador
- Especie Hedyosmum scabrum (Ruiz & Pav., 1798) Solms in DC., 1869(= H. hirsutum Kunth, 1823; H. latifolium Cordem., 1862; H. mandonii Solms in DC., 1869)

Bolivia, Colombia, Ecuador, Perú
- Especie Hedyosmum spectabile Todzia, 1988

Ecuador, Perú
- Especie Hedyosmum sprucei Solms in DC., 1869 (= H. arborescens Cordem., 1862; H. flocculosum Diels, 1937)

Colombia, Ecuador, Perú
- Especie Hedyosmum steinii Todzia, 1988

Colombia
- Especie Hedyosmum strigosum Todzia, 1988

Colombia, Venezuela, Ecuador
- Especie Hedyosmum subintegrum Urb., 1927 (= H. crassifolium Urb., 1927)

Cuba
- Especie Hedyosmum tepuiense Todzia, 1993

Venezuela, Guyana
- Especie Hedyosmum translucidum Cuatrec., 1945

Colombia, Ecuador, Perú, Venezuela
- Especie Hedyosmum uniflorum Todzia, 1993

Ecuador